# Festspiele Stockerau
Die Festspiele Stockerau (auch Festival Stockerau bzw. Open Air Festival Stockerau) sind ein Theaterfestival in Stockerau, Niederösterreich.

## Geschichte
1963 wurde auf dem Doktor Karl Renner-Platz vor der Stadtpfarrkirche in Stockerau auf Anregung von Otto Kroneder erstmals Theater gespielt, nämlich das Dramas Gajus Gracchus des Stockerauer Dichters Bruno Kühnl (1897–1961).
1964 bis 1970 initiierte Kroneder († 1970 bei einem Unfall) sieben weitere Produktionen. Anschließend übernahm Jürgen Wilke 27 Jahre lang die Intendanz der Stockerauer Festspiele, die damals u. a. Shakespeare und George Bernard Shaw spielten.
Von 1998 bis 2012 übernahm Alfons Haider die Leitung des Festivals und ließ dort erstmals Musicals spielen.
Ab 2013 wirkte Zeno Stanek als Intendant des Festivals und es kam seither wieder zu Schauspiel-Darbietungen.
Im Oktober 2018 wurde Christian Spatzek als Intendant der Stockerauer Festspiele bestellt.
Die für 2020 geplante Aufführung wurde aufgrund der COVID-19-Pandemie erst auf 2021, dann auf 2022 verschoben.
Das Festival ist Bestandteil des Theaterfests Niederösterreich.

## Aufführungen (Auswahl)
- 1963 Gajus Gracchus
- 1981 Scup, der Geizige von Ragusa
- 1983 Die lustigen Weiber von Windsor
- 1985 Das Glas Wasser
- 1986 Wie man Hasen jagt
- 1988 Helden
- 1989 Komödie der Irrungen
- 1990 Die Romanticker
- 1992 Boeing Boeing
- 1993 Helden
- 1994 Viel Lärm um nichts
- 1995 Diener zweier Herren
- 1996 Was ihr wollt
- 1997 Die lustigen Streiche des Scapin
- 1998 The King and I
- 1998 Eine Frage der Ehre
- 1999 Hamlet
- 2000 Becket
- 2001 Time out!
- 2004 Grillparzer leicht gekürzt
- 2005 The King and I
- 2006 Schani – mehr als ein Leben
- 2007 C’est la vie
- 2008 La Cage aux Folles
- 2010 Victor/Victoria
- 2011 Sie spielen unser Lied
- 2012 A Chorus Line
- 2013 Der Besuch der alten Dame
- 2014 Einer flog über das Kuckucksnest
- 2015 Don Camillo und Peppone
- 2016 Der Diener zweier Herren
- 2017 LUMPAZI Vagabundus
- 2018 Viel Lärm um nichts
- 2019 Einen Jux will er sich machen
- 2022 Der Floh im Ohr
- 2023 Der Zerrissene[6]